# ミゲル・ホネス
ミゲル・ホネス・カスティージョ（Miguel Jones Castillo、1938年10月27日 - 2020年4月8日）は、赤道ギニア・マラボ出身の元スペイン人サッカー選手。現役時代のポジションはMFだった。

## 経歴
赤道ギニアに生まれたが、生まれてすぐにスペインのビルバオへと移住し、2020年に亡くなるまでスペインに居住し続けた。
1959年から1967年までの8シーズン在籍したアトレティコ・マドリードでは、決してレギュラーとして活躍したわけではないものの、ラ・リーガ、UEFAカップウィナーズカップをそれぞれ1度、コパ・デル・レイを3度獲得するなどクラブの黄金期を支えた。

## タイトル

### クラブ
アトレティコ・マドリード
- ラ・リーガ : 1回 (1965-66)
- コパ・デル・レイ : 3回 (1959-60, 1960-61, 1964-65)
- UEFAカップウィナーズカップ : 1回 (1961-62)